# Gloster Meteor F.8 "Prone Pilot"
Un caza Gloster Meteor F.8 altamente modificado, el Meteor "posición prona/piloto prono", fue empleado por la Real Fuerza Aérea en 1954 y 1955 para evaluar los efectos de las fuerzas inducidas por la aceleración e inercia al volar en posición prona. Junto con el Reid and Sigrist R.S.4 "Bobsleigh", el Gloster Meteor participó en un programa experimental de pruebas de concepto que demostró en la práctica que las dificultades de visibilidad trasera y eyección superaban las ventajas de soportar mayores efectos g.

## Diseño y desarrollo
A principios de la década de 1950, la adopción de una cabina en posición prona en los futuros diseños de aviones de combate resultó atractiva por dos razones. En primer lugar, esta configuración permitía reducir el área frontal del fuselaje y, por lo tanto, la resistencia aerodinámica. En segundo lugar, la tripulación podía soportar mayores fuerzas inerciales si no estaba sentada erguida, una consideración vital dada la necesidad de que los aviones de combate a reacción maniobraran a velocidades cada vez mayores. Mientras que el Reid and Sigrist R.S.4 "Bobsleigh" exploraba el rendimiento a baja velocidad entre 1951 y 1956, la Real Fuerza Aérea pronto necesitó también un avión conceptual de mayor rendimiento.
La Bristol Aeroplane Company buscó aprovechar estas ventajas incorporando una posición de piloto tumbado en su propuesta para un caza propulsado por cohetes, el Bristol Type 185. Para determinar la viabilidad de una cabina de piloto tumbado, el Instituto de Medicina Aeronáutica de la RAF necesitaba un avión a reacción que pudiera volar en pruebas de vuelo experimentales. El último Meteor F.8 de producción, matrícula WK935, construido por Armstrong-Whitworth, fue seleccionado para su modificación y se incorporó al Instituto en otoño de 1954.
Armstrong-Whitworth llevó a cabo las modificaciones como un proyecto interno. Se conservó la cabina de caza estándar; el WK935 nunca voló sólo desde la cabina frontal radicalmente modificada, que incorporaba un asiento a medida, una pequeña columna de control desplazada y pedales traseros suspendidos. Se sustituyó la cola del F.8 habitual por una unidad de cola de Meteor NF.12. El piloto de pruebas jefe de Armstrong-Whitworth, Eric George Franklin, realizó los vuelos de pruebas.
La evacuación de emergencia del piloto boca abajo implicaba un procedimiento complejo que incluía soltar los pedales del timón, retroceder lentamente hasta una escotilla de escape y retraer la rueda de morro. Este sistema nunca se utilizó.

## Historia operacional

### Pruebas y evaluación

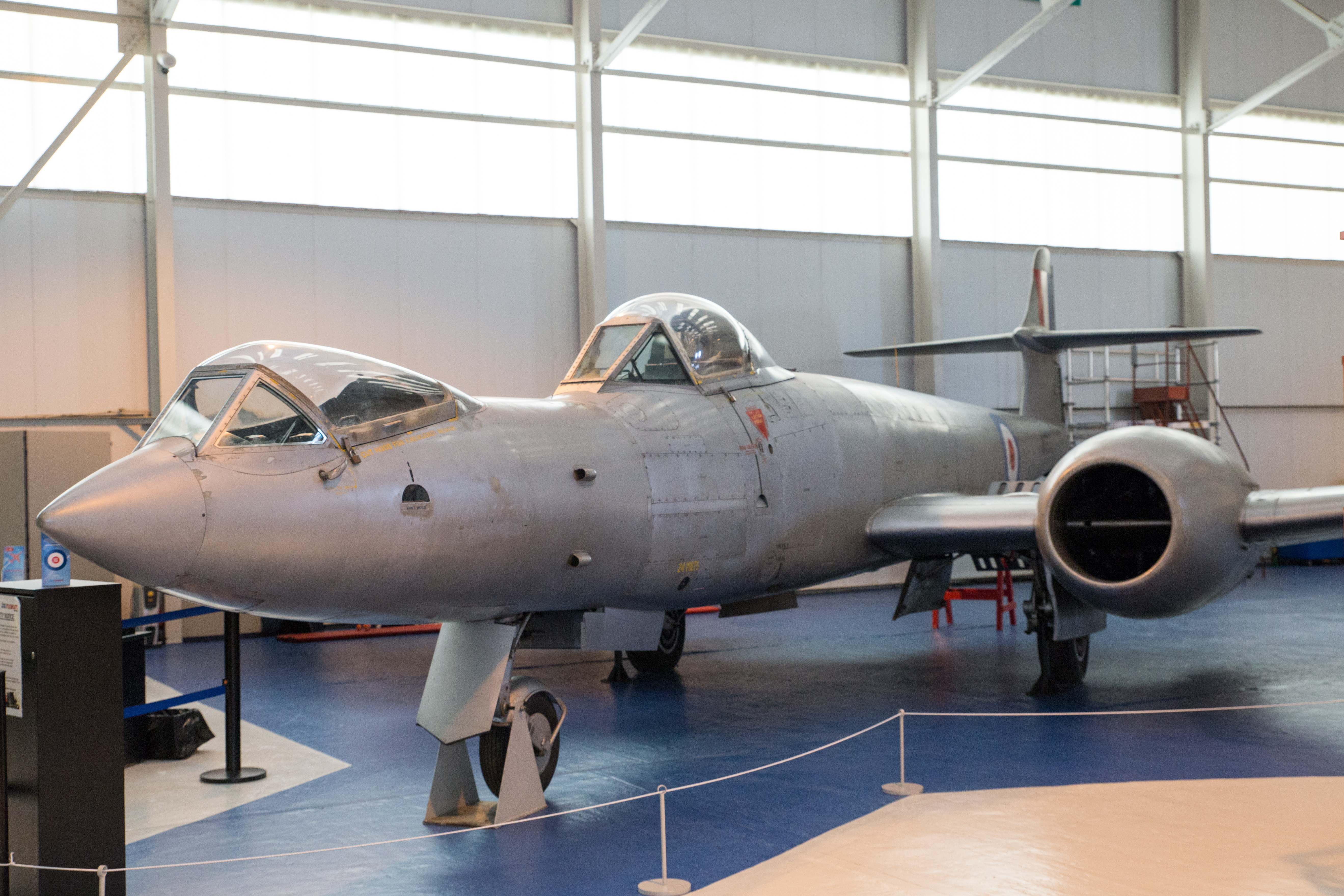
Meteor F.8 WK935 en el Museo de la Real Fuerza Aérea de Cosford.

Tras unas 55 horas de pruebas de vuelo en 99 vuelos, los resultados no fueron concluyentes. Si bien el concepto de posición boca abajo era viable, el desarrollo de trajes anti-g especiales para la aviación ofreció una solución más sencilla para contrarrestar las fuerzas inerciales, y el Meteor en posición boca abajo dejó de ser necesario. Si bien los pilotos en posición boca abajo podían controlar la aeronave tan bien como un Meteor estándar, la posición extremadamente adelantada, con visión trasera limitada, presentaba un problema en los simulacros de combate contra aeronaves convencionales. El piloto de pruebas de la RAF, C. M. Lambert, describió el vuelo del Meteor WK935 en la edición del 30 de marzo de 1956 de la revista Flight.
El Meteor F.8 WK935 fue retirado después de un año y tras su almacenamiento en la Unidad de Mantenimiento N.° 12, el avión fue enviado a RAF Colerne, antes de ser conservado en el Museo de la Real Fuerza Aérea de Cosford.

## Operadores
Reino Unido
- Real Fuerza Aérea

## Especificaciones

### Características generales
- Tripulación: Dos (pilotos)
- Longitud: 16 m (52,4 ft)
- Envergadura: 11,3 m (37,2 ft)
- Altura: 4 m (13 ft)
- Superficie alar: 33 m² (355,2 ft²)
- Perfil alar: raíz: EC(12.5)40/0640; punta: EC1040/0640[4]
- Peso vacío: 4846 kg (10 680,6 lb)
- Peso cargado: 7121 kg (15 694,7 lb)
- Planta motriz: 2× turborreactor centrífugo Rolls-Royce Derwent 8.
  - Empuje normal: 16 kN (1632 kgf; 3597 lbf) 0,45 de empuje cada uno.

### Rendimiento
- Velocidad máxima operativa (Vno): 970 km/h (603 MPH; 524 kt) (Mach 0,82)
- Techo de vuelo: 13 000 m (42 651 ft)
- Régimen de ascenso: 36 m/s (7087 ft/min)
- Carga alar: 219 kg/m² (44,9 lb/ft²)
- Tiempo a altitud: 5 min para 9100 m (30 000 pies)

## Aeronaves relacionadas

### Aeronaves similares
- Blohm & Voss BV 40
- Henschel Hs 132
- Lockheed EF-80
- Northrop XP-79
- Reid and Sigrist R.S.4 "Bobsleigh"